# Nazionale maschile under 19 di football americano della Repubblica Ceca
La Nazionale di football americano Under-19 della Repubblica Ceca è la selezione maschile di football americano della ČAAF, che rappresenta la Repubblica Ceca nelle varie competizioni ufficiali o amichevoli riservate a squadre nazionali Under-19.

## Risultati
Legenda: Grassetto: Risultato migliore, Corsivo: Mancate partecipazioni

## Dettaglio stagioni

### Amichevoli
| Stagione | Vin | Par | Per | Tot | PF | PS | avversaria   |
| -------- | --- | --- | --- | --- | -- | -- | ------------ |
| 2010     | 0   | 0   | 1   | 1   | 0  | 14 | Berlin Adler |
| Totale   | 0   | 0   | 1   | 1   | 0  | 14 |              |

Fonte: americanfootballitalia.com

### Tornei

#### Campionato europeo

##### Europeo ante 2022

###### Fase finale
| Stagione | regular season | regular season | regular season | regular season | regular season | regular season | playoff | playoff | playoff | playoff | playoff | playoff       | playoff       |
|          | Vin            | Par            | Per            | Tot            | PF             | PS             | Vin     | Per     | Tot     | PF      | PS      | risultato     | avversaria    |
| -------- | -------------- | -------------- | -------------- | -------------- | -------------- | -------------- | ------- | ------- | ------- | ------- | ------- | ------------- | ------------- |
| 2002     | 0              | 0              | 2              | 2              | 6              | 68             | 1       | 0       | 1       | 29      | 26      | Quinto posto  | Gran Bretagna |
| 2004     | 0              | 0              | 3              | 3              | 9              | 68             | 1       | 0       | 1       | 7       | 0       | Settimo posto | Finlandia     |
| 2006     | 0              | 0              | 3              | 3              | 7              | 133            | 0       | 1       | 1       | 0       | 19      | Ottavo posto  | Finlandia     |
| Totale   | 0              | 0              | 8              | 8              | 22             | 269            | 2       | 1       | 3       | 36      | 45      |               |               |

Fonte: britballnow.co.uk

###### Qualificazioni
| Stagione | regular season | regular season | regular season | regular season | regular season | regular season | playoff | playoff | playoff | playoff | playoff | playoff   | playoff       |
|          | Vin            | Par            | Per            | Tot            | PF             | PS             | Vin     | Per     | Tot     | PF      | PS      | risultato | avversaria    |
| -------- | -------------- | -------------- | -------------- | -------------- | -------------- | -------------- | ------- | ------- | ------- | ------- | ------- | --------- | ------------- |
| 2002     | -              | -              | -              | -              | -              | -              | 2       | 0       | 2       | 63      | 40      |           | Finlandia     |
| 2004     | -              | -              | -              | -              | -              | -              | 1       | 0       | 1       | 35      | 0       |           | Spagna        |
| 2006     | -              | -              | -              | -              | -              | -              | 1       | 0       | 1       | 24      | 17      |           | Spagna        |
| 2010     | -              | -              | -              | -              | -              | -              | 1       | 2       | 3       | 31      | 51      |           | Gran Bretagna |
| Totale   | -              | -              | -              | -              | -              | -              | 5       | 2       | 7       | 153     | 108     |           |               |

Fonte: britballnow.co.uk

##### Europeo C
| Stagione | regular season | regular season | regular season | regular season | regular season | regular season | playoff | playoff | playoff | playoff | playoff | playoff       | playoff    |
|          | Vin            | Par            | Per            | Tot            | PF             | PS             | Vin     | Per     | Tot     | PF      | PS      | risultato     | avversaria |
| -------- | -------------- | -------------- | -------------- | -------------- | -------------- | -------------- | ------- | ------- | ------- | ------- | ------- | ------------- | ---------- |
| 2022     | 1              | 0              | 1              | 2              | 27             | 70             | -       | -       | -       | -       | -       | Secondo posto | -          |
| 2022     | -              | -              | -              | -              | -              | -              | 2       | 0       | 2       | 73      | 24      | Campioni      | Spagna     |
| Totale   | 1              | 0              | 1              | 2              | 27             | 70             | 2       | 0       | 2       | 73      | 24      |               |            |

Fonte: britballnow.co.uk

### Riepilogo partite disputate
| Anno              | Luogo           | Evento     | Fase del torneo      | Incontro                  | Risultato |
| 2002              | Barcellona      | Europeo    | Qualificazioni       | Spagna - Rep. Ceca        | 14 - 35   |
| 2002              | Helsinki        | Europeo    | Qualificazioni       | Finlandia - Rep. Ceca     | 26 - 28   |
| 2002              | Cumbernauld     | Europeo    | Girone               | Austria - Rep. Ceca       | 28 - 6    |
| 2002              | Cumbernauld     | Europeo    | Girone               | Russia - Rep. Ceca        | 40 - 0    |
| 2002              | Cumbernauld     | Europeo    | Finale 5º - 6º posto | Gran Bretagna - Rep. Ceca | 26 - 29   |
| 2004              | Praga           | Europeo    | Qualificazioni       | Rep. Ceca - Spagna        | 35 - 0    |
| 2004              | Mosca           | Europeo    | Girone               | Francia - Rep. Ceca       | 34 - 6    |
| 2004              | Mosca           | Europeo    | Girone               | Rep. Ceca - Russia        | 0 - 27    |
| 2004              | Mosca           | Europeo    | Girone               | Rep. Ceca - Danimarca     | 3 - 7     |
| 2004              | Mosca           | Europeo    | Finale 7º - 8º posto | Rep. Ceca - Finlandia     | 7 - 0     |
| 2006              | Repubblica Ceca | Europeo    | Qualificazioni       | Rep. Ceca - Spagna        | 24 - 17   |
| 2006              | Stoccolma       | Europeo    | Girone               | Germania - Rep. Ceca      | 56 - 0    |
| 2006              | Stoccolma       | Europeo    | Girone               | Danimarca - Rep. Ceca     | 35 - 7    |
| 2006              | Stoccolma       | Europeo    | Girone               | Rep. Ceca - Austria       | 0 - 42    |
| 2006              | Stoccolma       | Europeo    | Finale 7º - 8º posto | Rep. Ceca - Finlandia     | 0 - 19    |
| 2010              | Berlino         | Amichevole |                      | Berlin Adler - Rep. Ceca  | 14 - 0    |
| 29 marzo 2010     | Italia          | Europeo    | Qualificazioni       | Italia - Rep. Ceca        | 19 - 24   |
| 20 agosto 2010    | Kragujevac      | Europeo    | Qualificazioni       | Paesi Bassi - Rep. Ceca   | 14 - 7    |
| 22 agosto 2010    | Kragujevac      | Europeo    | Qualificazioni       | Rep. Ceca - Gran Bretagna | 0 - 18    |
| 6 luglio 2022     | Praga           | Europeo C  | Girone               | Rep. Ceca - Germania      | 0 - 47    |
| 12 luglio 2022    | Praga           | Europeo C  | Girone               | Rep. Ceca - Svizzera      | 27 - 23   |
| 9 aprile 2023     | Praga           | Europeo C  | Semifinale           | Rep. Ceca - Svizzera      | 39 - 3    |
| 16 settembre 2023 | Praga           | Europeo C  | Finale               | Rep. Ceca - Spagna        | 34 - 21   |

## Confronti con le altre Nazionali
Questi sono i saldi della Repubblica Ceca nei confronti delle Nazionali incontrate.

### Saldo positivo
| Nazionale | Giocate | Vinte | Pareggiate | Perse | PF  | PS | Ultima vittoria | Ultimo pari | Ultima sconfitta |
| --------- | ------- | ----- | ---------- | ----- | --- | -- | --------------- | ----------- | ---------------- |
| Spagna    | 4       | 4     | 0          | 0     | 128 | 52 | 2023            | -           | -                |
| Svizzera  | 2       | 2     | 0          | 0     | 66  | 26 | 2023            | -           | -                |
| Italia    | 1       | 1     | 0          | 0     | 24  | 19 | 2010            | -           | -                |
| Finlandia | 3       | 2     | 0          | 1     | 35  | 45 | 2004            | -           | 2006             |

### Saldo in pareggio
| Nazionale     | Giocate | Vinte | Pareggiate | Perse | PF | PS | Ultima vittoria | Ultimo pari | Ultima sconfitta |
| ------------- | ------- | ----- | ---------- | ----- | -- | -- | --------------- | ----------- | ---------------- |
| Gran Bretagna | 1       | 1     | 0          | 1     | 29 | 44 | 2002            | -           | 2010             |

### Saldo negativo
| Nazionale   | Giocate | Vinte | Pareggiate | Perse | PF | PS  | Ultima vittoria | Ultimo pari | Ultima sconfitta |
| ----------- | ------- | ----- | ---------- | ----- | -- | --- | --------------- | ----------- | ---------------- |
| Paesi Bassi | 1       | 0     | 0          | 1     | 7  | 14  | -               | -           | 2010             |
| Francia     | 1       | 0     | 0          | 1     | 6  | 34  | -               | -           | 2004             |
| Danimarca   | 2       | 0     | 0          | 2     | 10 | 42  | -               | -           | 2006             |
| Austria     | 2       | 0     | 0          | 2     | 6  | 70  | -               | -           | 2006             |
| Russia      | 2       | 0     | 0          | 2     | 0  | 67  | -               | -           | 2004             |
| Germania    | 2       | 0     | 0          | 2     | 0  | 103 | -               | -           | 2022             |